# 赤後寺
赤後寺（しゃくごじ）は、滋賀県長浜市高月町唐川にある寺院。山号は唐喜山。湧出山（ゆるぎやま）の中腹に建つ。木造菩薩立像と木造千手観音立像はともに平安時代の作で重要文化財に指定されている。境内の赤後寺の杉は巨木として知られる。
足利尊氏から荘園を寄与され、隆盛を極めていたと言われる。厄を転じて利となす「転利（コロリ）観音」として親しまれ、3回参拝すれば、病気に苦しむこともなく、極楽往生できるとも言われている。毎年7月10日に行われている千日会には、多くの拝観者が訪れる。

## 歴史
- 伝承によれば行基による養老4年（720年）の開創という。

## 文化財

### 重要文化財
- 木造千手観音立像　平安時代（1969年（昭和44年）6月20日指定）
- 木造菩薩立像　平安時代（1969年（昭和44年）6月20日指定）

以上2件の重要文化財の所有者は隣接する日吉神社の名義になっている。

## 札所
江州伊香三十三所観音霊場
14 赤分寺　--　15 赤後寺　--　16 伝塔寺

## 交通アクセス

### 公共交通機関
- JR西日本北陸本線高月駅下車。タクシー10 分

（高月駅に隣接する高月総合案内所にてレンタサイクルが利用可能）

### 自家用車
- 北陸自動車道木之本インターから15分